# QRIO
QRIO ("Quest for cuRIOsity", nome original do Sony Dream Robot ou SDR) era para ser um robô bípede humanóide de entretenimento desenvolvido e comercializado (mas nunca vendido) pela Sony para acompanhar o sucesso de seu brinquedo AIBO. QRIO tinha aproximadamente 0,6 metros de altura e pesava 7,3 kg. O slogan do QRIO slogan era "faz a vida divertida, faz você feliz!".
Em 26 de janeiro de 2006, no mesmo dia em que anunciou a descontinuação do AIBO e de outros produtos, a Sony anunciou que iria parar o desenvolvimento do QRIO.